# Griechischer Dost
Der Griechische Dost (Origanum scabrum) ist eine Pflanzenart aus der Gattung Dost (Origanum) in der Familie der Lippenblütler (Lamiaceae).

## Merkmale
Der Griechische Dost ist eine ausdauernde Pflanze mit einem Rhizom, die Wuchshöhen von 15 bis 45 Zentimeter erreicht. Die Kelchoberlippe ist dreizählig. Die Blätter sind kahl und eiförmig bis fast kreisförmig. Die Deckblätter sind purpur und 8 bis 10 Millimeter lang.
Blütezeit ist Juli und August.

## Vorkommen
Der Griechische Dost kommt in Süd-Griechenland in Felsspalten und auf Blockfeldern in Höhenlagen von 1000 bis 1900 Meter vor.

## Nutzung
Der Griechische Dost wird selten als Zierpflanze in Steingärten und Alpinhäusern genutzt. In Kultur ist meist die Unterart Origanum scabrum subsp. pulchrum. Es sind einige Hybriden mit Origanum rotundifolium bekannt und möglicherweise auch mit Origanum amanum.

## Belege
- Eckehart J. Jäger, Friedrich Ebel, Peter Hanelt, Gerd K. Müller (Hrsg.): Rothmaler Exkursionsflora von Deutschland. Band 5: Krautige Zier- und Nutzpflanzen. Spektrum Akademischer Verlag, Berlin Heidelberg 2008, ISBN 978-3-8274-0918-8.